# Modular Audio Recognition Framework
Das Modulare Audioerkennungsframework (englisch Modular Audio Recognition Framework, MARF) beinhaltet eine Sammlung von in Java geschriebenen Algorithmen, die in der Stimm-, Sprach-, Geräusch- sowie Texterkennung Verwendung finden. Das Framework ist modular aufgebaut und erleichtert somit das Einbinden neuer Algorithmen. MARF dient als Algorithmenbibliothek für eigene Softwareprojekte und eignet sich als Quelle für selbständiges Lernen und Erkunden der bereitgestellten Algorithmen. MARF verfügt über eine detaillierte Dokumentation in Form eines Benutzerhandbuchs, API-Referenz im javadoc-Format sowie eine Vielzahl von Anwendungsbeispielen. Das gesamte Framework ist unter der BSD-Lizenz zur Nutzung freigegeben.